# The Taking of Pelham 123 (película de 1974)
The Taking of Pelham One Two Three (en España, Pelham 1, 2, 3; en Hispanoamérica, La captura del Pelham 1-2-3) es una película estadounidense de acción y suspense de 1974 dirigida por Joseph Sargent, producida por Edgar J. Scherick y escrita por Peter Stone. La película está basada en la novela homónima de Morton Freedgood, firmada con el pseudónimo de John Godey. Es el top 22 de las 100 mejores películas de acción de todos los tiempos por GQ.

## Argumento
Cuatro hombres armados, disfrazados con abrigos, gafas y bigotes postizos, y con nombres en clave (Sr. Blue, Sr. Green, Sr. Grey y Sr. Brown) suben a uno de los ferrocarriles de la línea Pelham del Metro de Nueva York, cada uno en una estación diferente (Green en la Calle 59, Grey en la Calle 51, Brown en Grand Central y finalmente Blue en la  Calle 28) con destino a Lexington Avenue por la línea 6. Sin que los pasajeros sospechen nada, los cuatro hombres separan el convoy de cola y se hacen con el control del ferrocarril con 17 rehenes a bordo.
Al mismo tiempo, el teniente Zachary Garber (Walter Matthau), de la MTA, comienza su día enseñando a cuatro directivos del Metro de Tokio la central de la MTA que dirige el tránsito del metro hasta que es interrumpido por Blue (Robert Shaw), el líder de los secuestradores, quien desde la cabina del maquinista se pone en contacto con Garber para anunciarle que han secuestrado el tren Pelham 123 y que exigen un millón de dólares como rescate en el plazo de una hora. De lo contrario, empezarán a matar a un rehén por cada minuto de retraso. 
Enseguida, Garber empieza a cooperar con el teniente Rico Patrone (Jerry Stiller) y otros funcionarios del sistema de transporte además de tratar de averiguar la manera de la que tratarán de escapar. De pronto salen a la luz varias pistas sobre los criminales debido al fuerte acento británico de Blue, un despiadado ex-mercenario, y los continuos estornudos de Green (Martin Balsam) que resulta ser un antiguo conductor del metro que fue despedido. Garber también descubre que uno de los rehenes es un policía de incógnito.
El alcalde accede a pagar el rescate presionado por su esposa y su teniente de alcalde, y la policía prepara un dispositivo para llegar a tiempo hasta el punto en el que se encuentran los secuestradores. Cuando el coche que transporta el dinero sufre un accidente, Garber trata de ganar tiempo diciendo a los secuestradores que el dinero ya ha llegado a la Calle 28 y que transportarlo al interior del túnel es lo que está generando el retraso. Un reacio Blue accede a retrasar momentáneamente su plan.
Finalmente, un motorista lleva el dinero desde el lugar del accidente hasta la estación de la Calle 28, y dos policías desarmados bajan al túnel para entregar el dinero a los secuestradores. Una vez comprueban que está todo el dinero, acuerdan liberar a los rehenes, para ello dan una lista de órdenes: el restablecimiento de la corriente eléctrica y que todos los semáforos subterráneos se pongan en verde desde donde están hasta South Ferry (necesario para que el tren siga en movimiento). Mientras esperan, uno de los secuestradores desactiva el pedal de hombre muerto, que serviría para detener el tren si el conductor no pudiese manejarlo. Los secuestradores bajan del tren y lo ponen en marcha. Cuando el tren empieza a moverse, el policía de incógnito también baja y se esconde entre las vías. El vagón empieza a moverse más y más deprisa, ya que nadie lo está controlando. Mientras tanto, en la superficie, Garber y la policía se dan cuenta de que el tren en marcha es una maniobra de distracción y que los secuestradores deben de haberse bajado.
Una vez llegan a una salida de emergencia, los cuatro hombres se reparten el dinero, y se deshacen de los disfraces y de las armas a excepción de Grey (Héctor Elizondo) que se niega a entregar el arma hasta que Blue le dispara. El policía de incógnito, todavía oculto en las vías, mata a Brown (Earl Hindman) de un disparo. Finalmente Green escapa con la recompensa mientras se produce un tiroteo entre el agente y Blue, el cual consigue dejarle herido.
En el preciso momento en el que Blue se acerca para rematar al hombre herido, llega Garber, quien le ordena que se entregue. Blue le pregunta si la pena de muerte sigue vigente en el estado de Nueva York. Al responderle que no, prefiere suicidarse pisando el tercer raíl y electrocutarse ante la mirada horrorizada del teniente.
Mientras, en el tren empieza a cundir el pánico cuando los pasajeros descubren que los secuestradores han abandonado el convoy y el tren parece estar punto de descarrilar, hasta que encuentra una luz roja, se activan los frenos de emergencia y el tren se detiene en el ramal de la última parada, con todos los pasajeros sanos y salvos.
Tras identificar a los tres secuestradores fallecidos, descubren que ninguno de ellos tiene experiencia para conducir trenes. Green, el único que logró escapar, ha dejado una pista, ya que Garber sospecha que uno de ellos debía ser una antiguo empleado de la MTA (debido al conocimiento de los secuestradores del funcionamiento del tren). Tras identificar a los tres fallecidos, Garber llega a la conclusión de que el que escapó es el antiguo conductor. Mientras investigan a varios exempleados del MTA, Garber y Patrone llegan al apartamento donde vive Harold Longman, quien resulta ser el Sr Green. Longman esconde el dinero como puede y empieza a ponerse a la defensiva, lo cual levanta las sospechas de Garber, sospechas que se confirman cuando al salir los agentes por la puerta, Longman estornuda. Garber vuelve a abrir la puerta, y la expresión de su cara (la última imagen de la película) indica que es consciente de que ha descubierto al último secuestrador.

## Reparto
- Walter Matthau es el teniente Zachary "Z" Garber.
- Robert Shaw es Bernard "Sr. Blue" Ryder.
- Martin Balsam es Harold "Sr. Green" Longman.
- Héctor Elizondo es Giuseppe "Sr. Grey" Benvenuto.
- Earl Hindman es George "Sr. Brown" Steever.
- James Broderick es Denny Doyle.
- Dick O'Neill es Frank Correll.
- Lee Wallace es el alcalde.
- Tony Roberts es el teniente de alcalde Warren LaSalle.
- Jerry Stiller es el teniente Rico Patrone.

## Producción

### Rodaje
Algunas partes de las escenas del túnel se rodaron en las propias vías de la línea IND de Fulton Street, en la antigua estación de Court Street de Brooklyn, estación que actualmente presta servicio como museo del metro. En los estudios de rodaje se construyó el centro de control de la MTA.
Las escenas de los exteriores de la estación de metro durante las negociaciones del rescate se rodaron en la esquina de la 28th Park Avenue South de Manhattan. La MTA estuvo a punto de echarse atrás con la película por temor a un secuestro de verdad; sin embargo cooperaron con el equipo técnico y artístico tras pagar la productora 250 000 dólares por el rodaje dentro de las instalaciones. Otra persona que actuó en la película fue el alcalde de Nueva York John Lindsay, quien dio luz verde a la realización de la misma.

### Música
La música original de Jerry Fielding fue compuesta y dirigida por David Shire y aparece la mayor parte del repertorio.[cita requerida] El álbum de la banda sonora fue publicado por Film Score Monthly por primera vez y posteriormente por Retrograde Records. En los créditos finales suena una pieza más extensa del tema musical por cortesía de Talia Shire, entonces mujer de este, que sugirió que el final tuviera una oda tradicional para Nueva York.

## Recepción
La película se estrenó el 2 de octubre de 1974 y recaudó 16.550.000 de dólares en taquilla con un presupuesto de 5 millones de dólares.[cita requerida] La MTA, tras pensar en la repercusión que tuvo la película en los espectadores, cancelaron durante varios años la salida de las 1:23 del tren de la estación Pelham. No obstante, aunque esta normativa fue anulada posteriormente, los maquinistas aún evitan coincidir con esa hora.
En cuanto a la crítica, el 100% de un total de 32 críticos valoraron positivamente la película.

### Premios
- BAFTA Awards

1976: Nominado:  "Mejor banda sonora" David Shire
1976: Nominado: "Mejor actor secundario" Martin Balsam
- Writers Guild of America Award

1975: Nominado: "Mejor drama adaptado" Peter Stone

## Remakes
En 1998 se realizó un telefilm protagonizado por Edward James Olmos en el papel de Matthau y Vincent D'Onofrio en el lugar de Shaw. Aunque no fue bien vista por los críticos y los televidentes, fue la adaptación más fiel a la del libro a pesar de tener que adaptar la serie a la tecnología moderna de aquellos tiempos.
En 2009 se produjo otro remake dirigido por Tony Scott y protagonizada por Denzel Washington y John Travolta